# إيزوبيل أبو الهول
إيزوبيل أبو الهول هي سيدة بريطانية سافرت إلى الإمارات العربية المتحدة لتقوم بتأسيس مشاريع ومكتبات المجرودي وذلك في عام 1975 بالاشتراك مع زوجها عبد الله أبو الهول. ولدت إيزوبيل أبو الهول في مدينة كامبريدج بالمملكة المتحدة، وتلقت تعليمها الأكاديميي في جامعاتها وفي كلية إمبينجتون- دير سانت ماري، وكلية الفنون والتكنولوجيا، المعروفة حالياً بجامعة أنجليا روسكين.